# Krakowskie Zakłady Sodowe Solvay
Krakowskie Zakłady Sodowe Solvay – fabryka sody w Borku Fałęckim, utworzona w 1906 roku i zlikwidowana w latach 1989–1996 ze względu na silne negatywne oddziaływanie na środowisko. Budynki zostały rozebrane, a teren poddano rekultywacji i przeznaczono na cele handlowo-usługowe (m.in. Centrum Handlowe „Zakopianka”) i rekreacyjne. W czasie II wojny światowej w fabryce (niemiecka nazwa Ostdeutsche Chemische Werke GmbH) pracował Karol Wojtyła, jako młody kleryk.

## Otrzymywanie sody metodą Solvaya

Schemat produkcji sody metodą Solvaya.

Do produkcji sody (węglanu sodu) metodą Solvaya, zgodnie z sumaryczną reakcją:
CaCO3 + 2NaCl → Na2CO3 + CaCl2
stosuje się wapienie (węglan wapnia) i chlorek sodu (sól kamienna). W praktyce niezbędne jest zastosowanie materiałów pomocniczych (koks, amoniak) i przeprowadzenie szeregu odrębnych procesów i operacji jednostkowych, m.in. wypalanie wapieni – otrzymywanie CaO (wapno palone) i CO2, nasycanie solanki amoniakiem, a następnie jej karbonizacja (nasycanie CO2), separacja krystalizującego wodorowęglanu sodu NaHCO3 i jego kalcynacja, odzyskiwanie amoniaku z cieczy po krystalizacji wodorowęglanu z użyciem mleka wapiennego. Gorące odcieki z kolumn do odzysku amoniaku, zawierające duże ilości CaCl2 (ok. 125 g/l) i NaCl (ok. 25 g/l) oraz zawiesiny (Ca(OH)2, CaCO3), są kierowane do odstojników, a stąd, po odseparowaniu osadów, do rzek.
W Krakowskich Zakładach Sodowych eksploatowano solankę z Wieliczki (zobacz też – Kopalnia soli Wieliczka) i Baryczy oraz kamieniołomy wapieni w Zakrzówku i zakupione w 1926 roku od firm Wapienniki i Kamieniołomy J. Rajnera i Spółki. Osadniki Sodowe Solvay zajmowały ponad 30 ha terenu.

## Historia Krakowskich Zakładów Sodowych
Zakład mieścił się na terenie Dzielnicy IX Krakowa, w której znajdują się historyczne Łagiewniki i Borek Fałęcki. Pozwolenie na założenie fabryki sody w Borku Fałęckim otrzymał Bernard Liban w 1901 roku. W historii zakładu wyróżnia się daty:

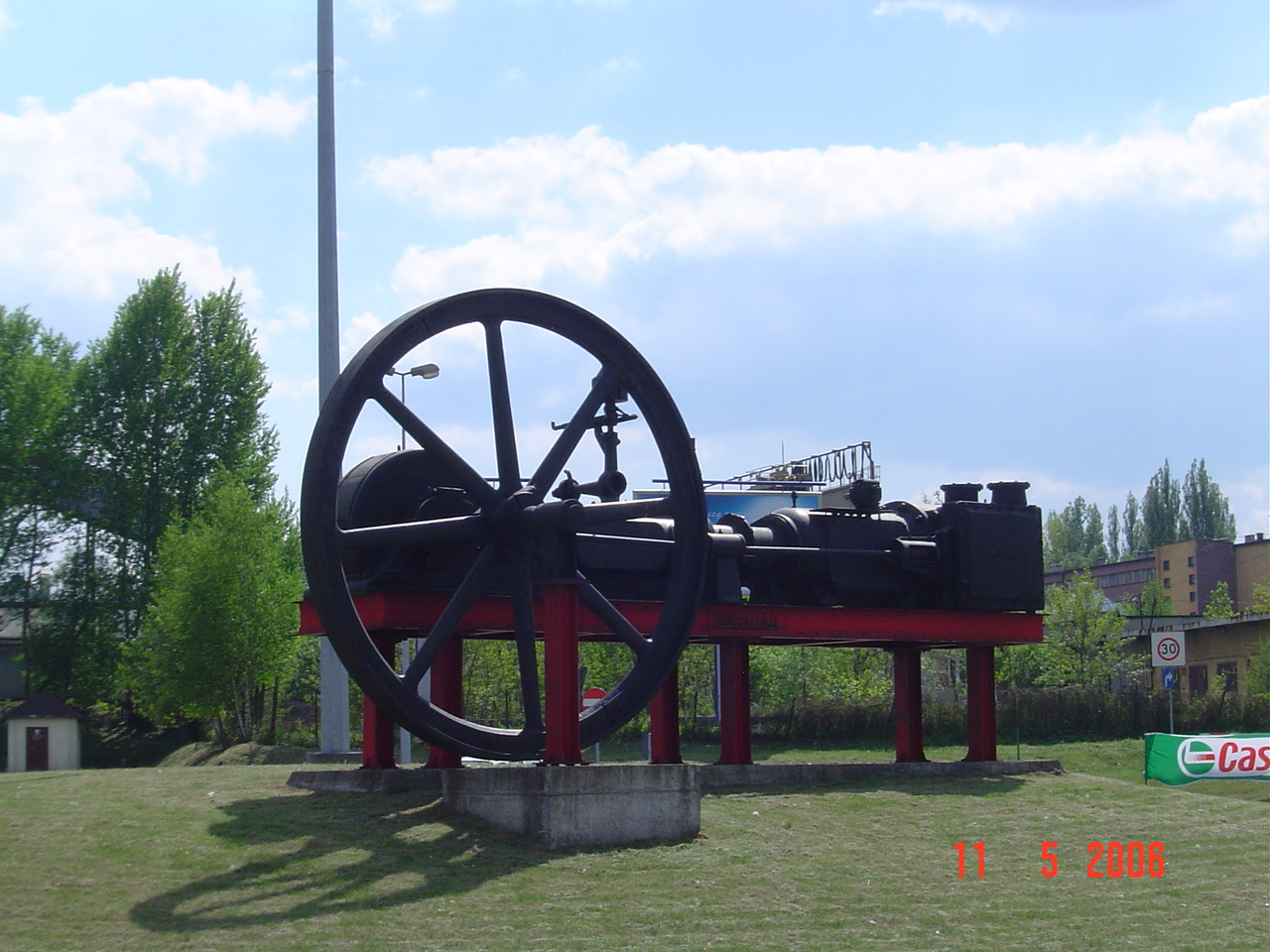
Maszyna parowa w miejscu dawnej fabryki.

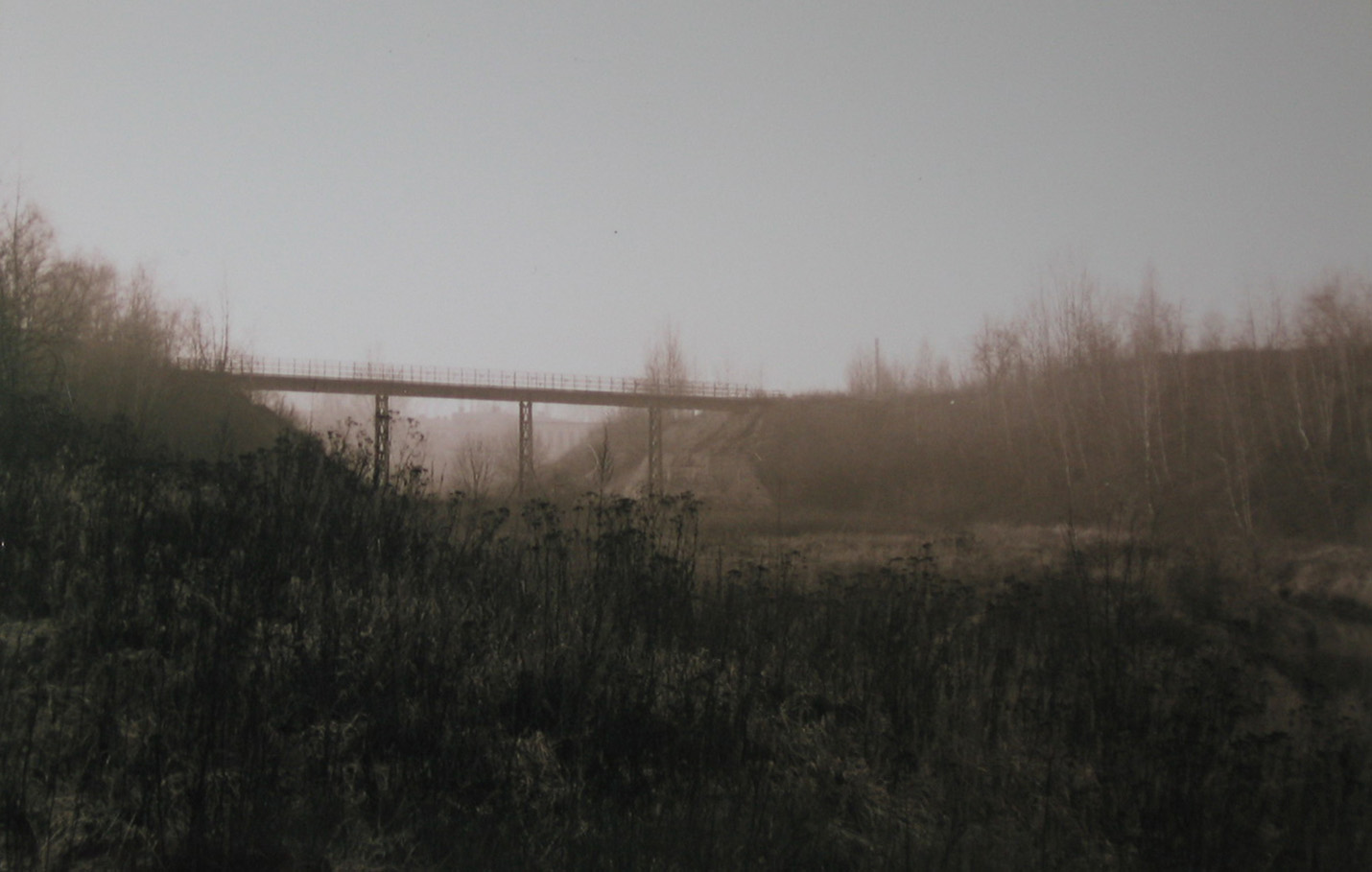
Miejsce dawnych osadników sodowych i planowanej lokalizacji kopca Jana Pawła II.

- 1906 – uruchomienie zakładu pod nazwą „Pierwsza Galicyjska Fabryka Sody Amoniakalnej S.A.”,
- 1909 – wydzierżawienie zakładu przez międzynarodowy koncern Solvay i zmiana nazwy na „Austriackie Zakłady Solvay – Fabryka Sody w Podgórzu”,
- 1909–1912 – budowa osiedla mieszkaniowego dla pracowników,
- 1915 – rozbudowa – uruchomienie rurociągów zasilających w wodę i solankę z ujęcia wody na Wiśle w Pychowicach i ujęcia solanki w Wieliczce,
- 1918 – uruchomienie kolejki wąskotorowej między zakładem i kamieniołomem wapieni w Zakrzówku,
- 1918 – przejęcie zarządu i administracji fabryki przez państwo polskie
- 1921 – wykupienie fabryki przez Zakłady Solvay w Polsce (sp. z o.o. w Warszawie, podlegająca centrali w Brukseli), początek dynamicznego rozwoju zakładu,
- lata 20. – budowa szkoły powszechnej i stadionu sportowego,
- 1922 – otrzymanie koncesji na czerpanie solanki z Baryczy,
- 1926 – nabycie złóż wapieni od firm Wapienniki i Kamieniołomy Rajnera i Sp., zmiany technologii i urządzeń, rozbudowa,
- koniec lat 1920. – rozpoczęcie tworzenia Parku Solvay (pod opieką zarządu fabryki do wybuchu II wojny światowej),
- 1938 – przejęcie części budynków Huty Żelaznej S.A. (po jej likwidacji),
- 1939 – przejęcie zakładu przez okupanta,
- 1940 – uruchomienie zakładu pod nazwą Ostdeutsche Chemische Werke GmbH,
- 1940 (21 XI) – spalenie 50 wagonów siana prasowanego przeznaczonego do wyrobu materiałów wybuchowych przez bojowców krakowskiej PPS Mariana Bombę, Jana Kałużę i Jana Rzepę w ramach akcji sabotażowej[6]
- 1945 – uruchomienie Fabryki Sody W Borku Fałęckim, Zakłady Solvay w Polsce, Sp. z o.o. (nazwa była zmieniana),
- 1950–1970 – dalsza rozbudowa zakładu i rozwój, wzrost niekorzystnego oddziaływania na środowisko,
- lata 70. – nasilanie się protestów dotyczących uciążliwości dla środowiska,
- 1984 – zawarcie porozumienia dotyczącego likwidacji zakładów do 31 grudnia 1990 roku,
- 1988 – postawienie zakładu w stan likwidacji przez Komisję Ochrony Środowiska,
- 1990 – całkowite zaprzestanie produkcji[7],
- 1996 – zakończenie wyburzania większości budynków i rekultywacja terenu.

Na terenie dawnego Zakładu powstało Centrum Handlowe Zakopianka, m.in. hipermarkety Carrefour, Castorama i multipleks kinowy Cinema City. Teren osadników został poddany rekultywacji i częściowo zalesiony – odgrywa rolę podmiejskich zielonych obszarów rekreacyjnych.

## Karol Wojtyła w Solvayu

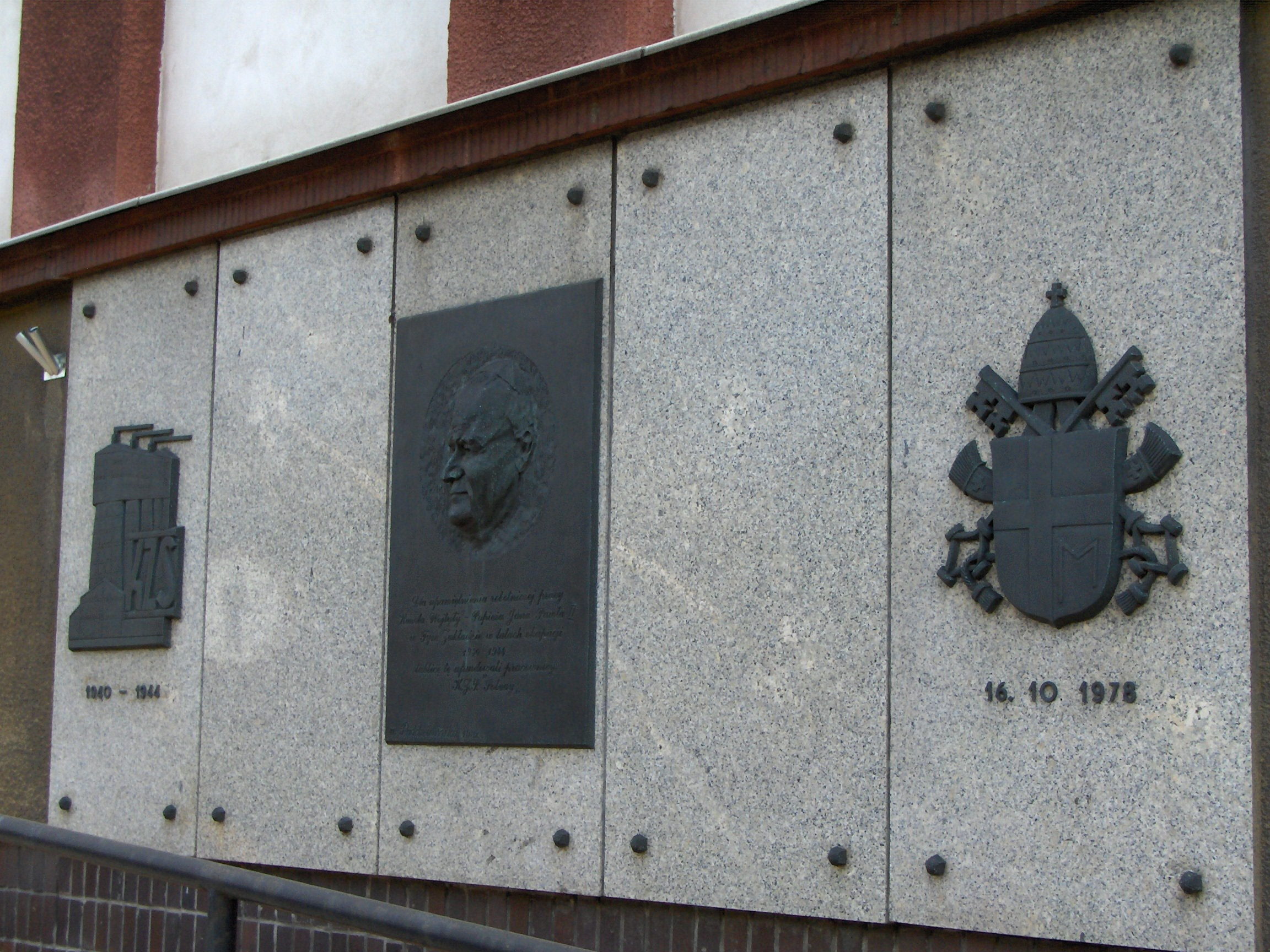
Tablica upamiętniająca robotniczą pracę Karola Wojtyły w Krakowskich Zakładach Sodowych Solvay (tablica na ścianie budynku Centrum Sztuki Solvay przy ulicy Zakopiańskiej 62 w Krakowie)

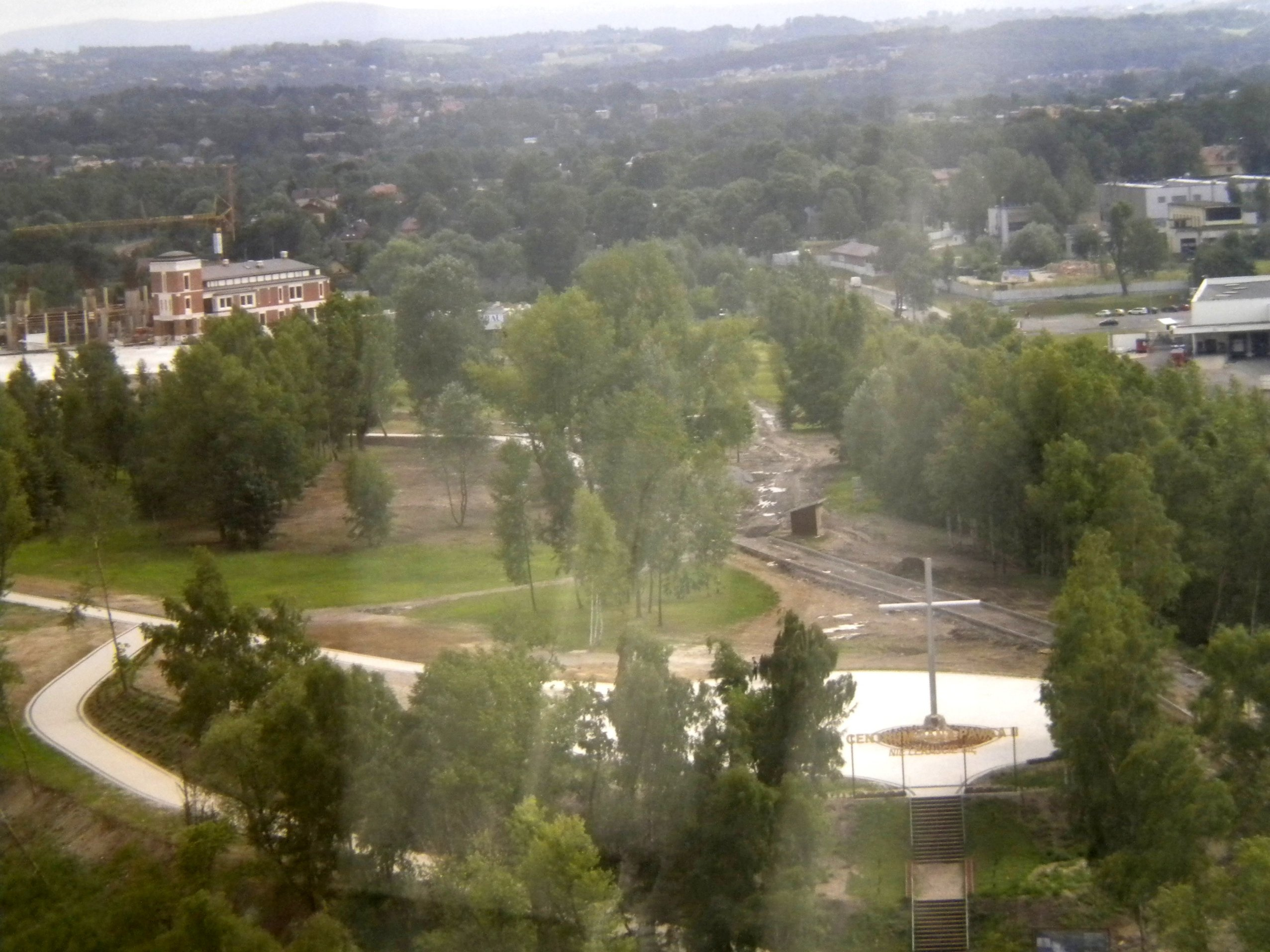
Miejsce budowy Centrum Jana Pawła II „Nie lękajcie się” (stan z lipca 2011)

Od września 1940 roku do sierpnia 1944 roku w Krakowskim Solvayu pracował Karol Wojtyła, który napisał na ten temat:

Fabryka stała się dla mnie, na pewnym etapie, prawdziwym seminarium duchownym, choć zakonspirowanym. Pracowałem w kamieniołomie od września 1940 roku, a w rok później przeszedłem do oczyszczalni wody do fabryki. Tak więc lata związane z kształtowaniem się ostatniej decyzji pójścia do seminarium wiążą się właśnie z tym okresem (Dar i Tajemnica, 2005).

Zaprzyjaźniłem się z wielu robotnikami. Nieraz zapraszali mnie do swoich domów. Już jako kapłan i biskup chrzciłem ich dzieci i wnuki, błogosławiłem związki małżeńskie i prowadziłem pogrzeby wielu z nich. Miałem także sposobność przekonania się o tym, ile drzemie w nich zainteresowań religijnych i życiowej mądrości. Te kontakty – jak wspomniałem – przetrwały długo po zakończeniu okupacji, właściwie aż do czasu mojego wyboru na Biskupa Rzymu, a niektóre trwają do dzisiaj w formie korespondencji (Dar i Tajemnica, 2005).

Jan Paweł II odwiedził Borek Fałęcki w 1997 roku (VI pielgrzymka do Polski). Jednym z pracowników Zakładu, z którymi utrzymywał kontakt korespondencyjny, był Ernest Pischinger, pełniący w latach wojny funkcję kierownika laboratorium chemicznego (bezpośredni przełożony Karola Wojtyły w czasie jego pracy w oczyszczalni wody).
Na terenie byłego Zakładu i w jego otoczeniu znajdują się liczne miejsca upamiętnienia robotniczej pracy przyszłego Papieża w Solvayu. Z inicjatywy kard. Stanisława Dziwisza powstało Centrum Jana Pawła II „Nie lękajcie się”. Pojawiają się inne inicjatywy.